# Straden
Straden est une commune autrichienne du district de Südoststeiermark en Styrie.

## Géographie

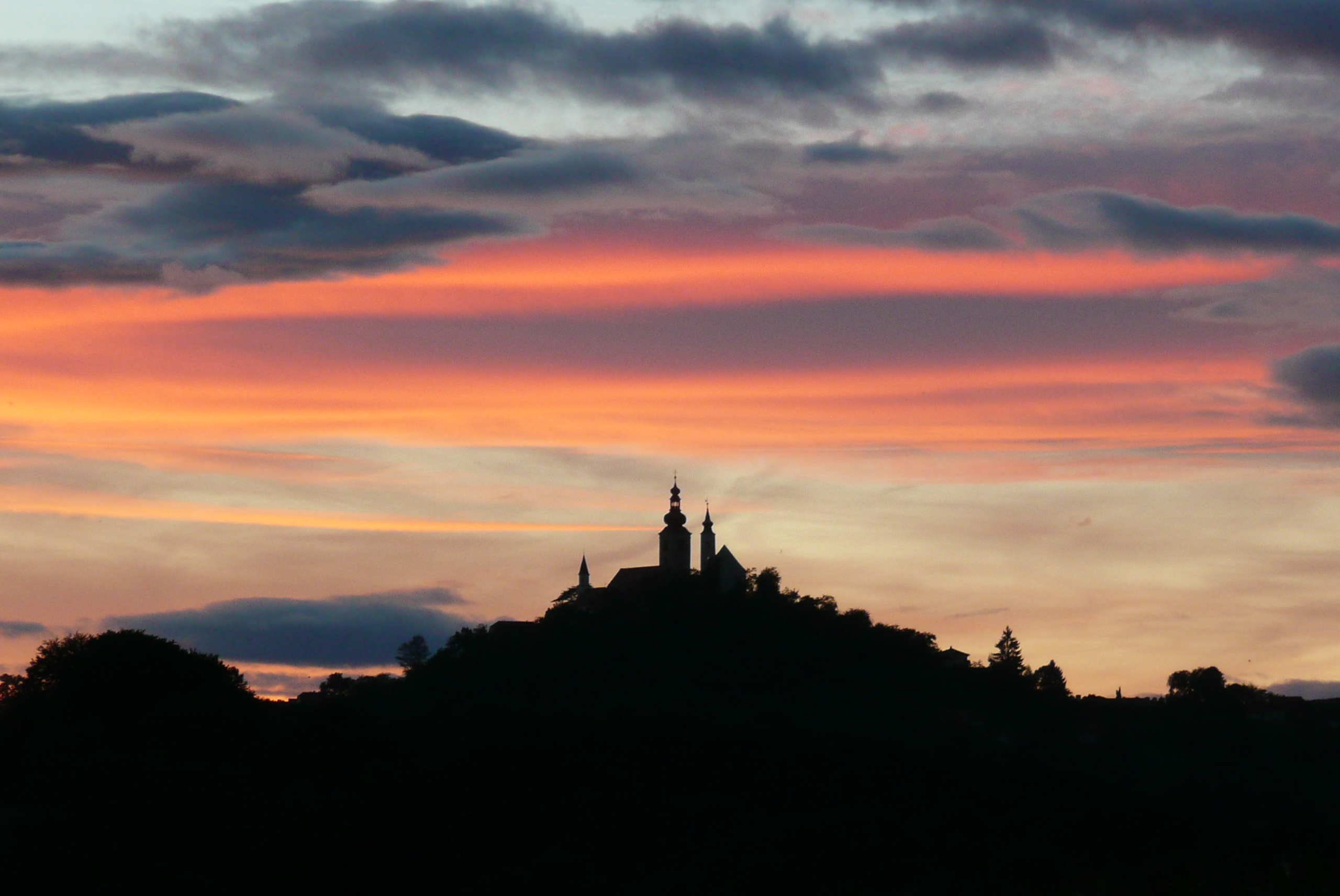
L'église Saint Florian se découpe sur la colline de Straden.